# Пиједрас Неграс (Пиједрас Неграс, Коавила)
Пиједрас Неграс (шп. Piedras Negras) насеље је у Мексику у савезној држави Коавила у општини Пиједрас Неграс. Насеље се налази на надморској висини од 223 м.

## Становништво
Према подацима из 2010. године у насељу је живело 150178 становника.

### Хронологија
| Година       | 2000                   | 2005                   | 2010                   |
| ------------ | ---------------------- | ---------------------- | ---------------------- |
| Становништво | 126386 (62399 / 63987) | 142011 (70098 / 71913) | 150178 (74655 / 75523) |

### Попис
| \| \| м \| \| \| ж \| \| 0—2 \| 4.510 \| \| \| 4.335 \| \| 3—5 \| 4.722 \| \| \| 4.648 \| \| 6—11 \| 9.589 \| \| \| 9.313 \| \| 12—14 \| 4.548 \| \| \| 4.449 \| \| 15—17 \| 4.644 \| \| \| 4.455 \| \| 18—24 \| 8.845 \| \| \| 9.145 \| \| 60+ \| 5.137 \| \| \| 5.941 \| \| Просек : \| 28,2 \| \| \| 28,8 \| |       |  |  |       |
| |       |  |  |       |
| | м     |  |  | ж     |
| 0—2 | 4.510 |  |  | 4.335 |
| 3—5 | 4.722 |  |  | 4.648 |
| 6—11 | 9.589 |  |  | 9.313 |
| 12—14 | 4.548 |  |  | 4.449 |
| 15—17 | 4.644 |  |  | 4.455 |
| 18—24 | 8.845 |  |  | 9.145 |
| 60+ | 5.137 |  |  | 5.941 |
| Просек : | 28,2  |  |  | 28,8  |

| #   | Индикатор                                                                                        | Вредност |
| --- | ------------------------------------------------------------------------------------------------ | -------- |
| 1   | Становништво од 0 до 2 године                                                                    | 8845     |
| 2   | Мушко становништво од 0 до 2 године                                                              | 4510     |
| 3   | Женско становништво од 0 до 2 године                                                             | 4335     |
| 4   | Становништво са 3 и више година                                                                  | 138700   |
| 5   | Мушко становништво са 3 и више година                                                            | 68818    |
| 6   | Женско становништво са 3 и више година                                                           | 69882    |
| 7   | Становништво са 5 и више година                                                                  | 132411   |
| 8   | Мушко становништво са 5 и више година                                                            | 65682    |
| 9   | Женско становништво са 5 и више година                                                           | 66729    |
| 10  | Становништво са 12 и више година                                                                 | 110428   |
| 11  | Мушко становништво са 12 и више година                                                           | 54507    |
| 12  | Женско становништво са 12 и више година                                                          | 55921    |
| 13  | Становништво са 15 и више година                                                                 | 101431   |
| 14  | Мушко становништво са 15 и више година                                                           | 49959    |
| 15  | Женско становништво са 15 и више година                                                          | 51472    |
| 16  | Становништво са 18 и више година                                                                 | 92332    |
| 17  | Мушко становништво са 18 и више година                                                           | 45315    |
| 18  | Женско становништво са 18 и више година                                                          | 47017    |
| 19  | Становништво од 3 до 5 година                                                                    | 9370     |
| 20  | Мушко становништво од 3 до 5 година                                                              | 4722     |
| 21  | Женско становништво од 3 до 5 година                                                             | 4648     |
| 22  | Становништво од 6 до 11 година                                                                   | 18902    |
| 23  | Мушко становништво од 6 до 11 година                                                             | 9589     |
| 24  | Женско становништво од 6 до 11 година                                                            | 9313     |
| 25  | Становништво од 8 до 14 година                                                                   | 21647    |
| 26  | Мушко становништво од 8 до 14 година                                                             | 10972    |
| 27  | Женско становништво од 8 до 14 година                                                            | 10675    |
| 28  | Становништво од 12 до 14 година                                                                  | 8997     |
| 29  | Мушко становништво од 12 до 14 година                                                            | 4548     |
| 30  | Женско становништво од 12 до 14 година                                                           | 4449     |
| 31  | Становништво од 15 до 17 година                                                                  | 9099     |
| 32  | Мушко становништво од 15 до 17 година                                                            | 4644     |
| 33  | Женско становништво од 15 до 17 година                                                           | 4455     |
| 34  | Становништво од 18 до 24 године                                                                  | 17990    |
| 35  | Мушко становништво од 18 до 24 године                                                            | 8845     |
| 36  | Женско становништво од 18 до 24 године                                                           | 9145     |
| 37  | Женско становништво од 15 до 49 година                                                           | 39674    |
| 38  | Становништво са 60 и више година                                                                 | 11078    |
| 39  | Мушко становништво са 60 и више година                                                           | 5137     |
| 40  | Женско становништво са 60 и више година                                                          | 5941     |
| 41  | Однос између мушкараца и жена                                                                    | 98.85    |
| 42  | Становништво од нуле до 14 година                                                                | 46114    |
| 43  | Становништво од 15 до 64 године                                                                  | 94072    |
| 44  | Становништво од 65 година и више                                                                 | 7359     |
| 45  | Просечан број деце                                                                               | 2.27     |
| 46  | Становништво рођено у ентитету                                                                   | 118571   |
| 47  | Мушко становништво рођено у ентитету                                                             | 58607    |
| 48  | Женско становништво рођено у ентитету                                                            | 59964    |
| 49  | Становништво рођено у другом ентитету                                                            | 23471    |
| 50  | Мушко становништво рођено у другом ентитету                                                      | 11896    |
| 51  | Женско становништво рођено у другом ентитету                                                     | 11575    |
| 52  | Становништво од 5 година и више резидентно у ентитету у јуну 2005. године                        | 125878   |
| 53  | Мушко становништво старосног доба од 5 година и више, резидентно у ентитету у јуну 2005. године  | 62075    |
| 54  | Женско становништво старосног доба од 5 и више година, резидентно у ентитету у јуну 2005. године | 63803    |
| 55  | Становништво од 5 година и више које је живело у другом ентитету у јуну 2005. године             | 3604     |
| 56  | Мушко становништво старије од 5 година које је живело у другом ентитету у јуну 2005. године      | 1917     |
| 57  | Женско становништво старије од 5 година које је живело у другом ентитету у јуну 2005. године     | 1687     |
| 58  | Становништво од 3 године и више које говори аутохтони језик                                      | 353      |
| 59  | Мушко становништво старо 3 године и више које говори аутохтони језик                             | 213      |
| 60  | Женско становништво старо 3 године и више које говори аутохтони језик                            | 140      |
| 61  | Становништво од 3 године и више које говори аутохтони језик и не говори шпански језик            | 0        |
| 62  | Мушко становништво старо 3 године и више које говори аутохтони језик и не говори шпански         | 0        |
| 63  | Женско становништво старо 3 године и више које говори аутохтони језик и не говори шпански језик  | 0        |
| 64  | Становништво старо 3 године и више које говори аутохтони језик и шпански                         | 206      |
| 65  | Мушко становништво старо 3 године и више које говори аутохтони језик и шпански                   | 127      |
| 66  | Женско становништво старо 3 године и више које говори аутохтони језик и шпански                  | 79       |
| 67  | Становништво од 5 година и више које говори аутохтони језик                                      | 347      |
| 68  | Становништво од 5 година и више које говори аутохтони језик и не говори шпански језик            | 0        |
| 69  | Становништво од 5 година и више које говори аутохтони језик и говори шпански језик               | 206      |
| 70  | Становништво у домородачким домаћинствима                                                        | 872      |
| 71  | Становништво са ограничењима у активностима                                                      | 7248     |
| 72  | Становништво са ограниченим ходањем или кретањем, горе или доле                                  | 4005     |
| 73  | Становници са ограничењима вида, чак и уз кориштење сочива                                       | 2260     |
| 74  | Становништво са ограничењима говора, комуникације или конверзације                               | 670      |
| 75  | Становништво са ограниченим слухом                                                               | 763      |
| 76  | Становништво са ограничењима при одевању, купању или јелу                                        | 459      |
| 77  | Становништво са ограничењима у опажању или учењу једноставних ствари                             | 325      |
| 78  | Становништво са менталним ограничењима                                                           | 593      |
| 79  | Становништво без ограничења активности                                                           | 139910   |
| 80  | Становништво од 3 до 5 година које не похађа школу                                               | 4326     |
| 81  | Мушко становништво од 3 до 5 година које не похађа школу                                         | 2150     |
| 82  | Женско становништво од 3 до 5 година које не похађа школу                                        | 2176     |
| 83  | Становништво од 6 до 11 година које не похађа школу                                              | 462      |
| 84  | Мушко становништво од 6 до 11 година које не похађа школу                                        | 234      |
| 85  | Женско становништво од 6 до 11 година које не похађа школу                                       | 228      |
| 86  | Становништво од 12 до 14 година које не похађа школу                                             | 810      |
| 87  | Мушко становништво од 12 до 14 година које не похађа школу                                       | 416      |
| 88  | Женско становништво од 12 до 14 година које не похађа школу                                      | 394      |
| 89  | Становништво од 15 до 17 година похађа школу                                                     | 5561     |
| 90  | Мушко становништво од 15 до 17 година похађа школу                                               | 2806     |
| 91  | Женско становништво између 15 и 17 година живота у школи                                         | 2755     |
| 92  | Становништво од 18 до 24 године похађа школу                                                     | 4249     |
| 93  | Мушко становништво од 18 до 24 године похађа школу                                               | 2178     |
| 94  | Женско становништво од 18 до 24 године похађа школу                                              | 2071     |
| 95  | Становништво од 8 до 14 година које не може да чита и пише                                       | 462      |
| 96  | Мушко становништво старосног доба од 8 до 14 година које не може да чита и пише                  | 282      |
| 97  | Женско становништво старосног доби од 8 до 14 година које не може да чита и пише                 | 180      |
| 98  | Становништво од 15 година и више које је неписмено                                               | 2115     |
| 99  | Мушко становништво од 15 година и више које је неписмено                                         | 988      |
| 100 | Женско становништво од 15 година и више које је неписмено                                        | 1127     |
| 101 | Становништво старо 15 и више година без школовања                                                | 2919     |
| 102 | Мушко становништво старо 15 и више година без школовања                                          | 1385     |
| 103 | Женско становништво старо 15 и више година без школовања                                         | 1534     |
| 104 | Становништво старосног доба 15 и више година са непотпуним основним образовањем                  | 8080     |
| 105 | Мушко становништво старосног доба од 15 година и више са непотпуном основним образовањем         | 3852     |
| 106 | Женско становништво старосног доба 15 и више година са непотпуном основним образовањем           | 4228     |
| 107 | Становништво старо 15 и више година са комплетним основним образовањем                           | 17337    |
| 108 | Мушко становништво старо 15 година и више са комплетним основним образовањем                     | 8204     |
| 109 | Женско становништво старо 15 и више година са комплетним основним образовањем                    | 9133     |
| 110 | Становништво старосног доба 15 и више година са непотпуним средњим образовањем                   | 6346     |
| 111 | Мушко становништво старосног доба од 15 година и више са непотпуним средњим образовањем          | 3417     |
| 112 | Женско становништво старосног доба од 15 година и више са непотпуним средњим образовањем         | 2929     |
| 113 | Становништво старо 15 и више година са пуним секундарном образовањем                             | 28510    |
| 114 | Мушко становништво старосног доба од 15 година и више са пуним секундарном образовањем           | 14154    |
| 115 | Женско становништво старосног доба од 15 година и више са пуним секундарном образовањем          | 14356    |
| 116 | Становништво старије од 18 година са постосновним образовањем                                    | 34210    |
| 117 | Мушко становништво старије од 18 година са постосновним образовањем                              | 17217    |
| 118 | Женско становништво старије од 18 година са постосновним образовањем                             | 16993    |
| 119 | Просечна оцена школовања                                                                         | 9.28     |
| 120 | Просечан ниво образовања мушке популације                                                        | 9.37     |
| 121 | Просечан ниво образовања женског становништва                                                    | 9.19     |
| 122 | Економски активно становништво                                                                   | 59403    |
| 123 | Економски активна мушка популација                                                               | 39632    |
| 124 | Економски активна женска популација                                                              | 19771    |
| 125 | Становништво које није економски активно                                                         | 50680    |
| 126 | Мушко становништво које није економски активно                                                   | 14677    |
| 127 | Женско становништво које није економски активно                                                  | 36003    |
| 128 | Запослено становништво                                                                           | 56255    |
| 129 | Запослено мушко становништво                                                                     | 37171    |
| 130 | Запослено женско становништво                                                                    | 19084    |
| 131 | Незапослена популација                                                                           | 3148     |
| 132 | Незапослена мушка популација                                                                     | 2461     |
| 133 | Незапослена женска популација                                                                    | 687      |
| 134 | Становништво без права на здравствене услуге                                                     | 31600    |
| 135 | Становништво које има право на здравствене услуге                                                | 115818   |
| 136 | Становништво које има право на ИМСС                                                              | 88740    |
| 137 | Становништво које има право на социјално осигурање                                               | 10007    |
| 138 | Становништво које има право на државно социјално осигурање                                       | 247      |
| 139 | Становништво које има право на опште осигурање или здравствено осигурање за нову генерацију      | 15593    |
| 140 | Становништво које је било једном или није било у браку током 12 година и више                    | 35976    |
| 141 | Венчано или уједињено становништво од 12 година и више                                           | 62887    |
| 142 | Становништво које је било у браку или уједињено 12 година и више                                 | 11341    |
| 143 | Становништво са католичком религијом                                                             | 105328   |
| 144 | Протестанти, еванђелисти и библијски следбеници различити од еванђелиста                         | 28257    |
| 145 | Становништво са другим религијама различитим од претходних                                       | 50       |
| 146 | Становништво без религије                                                                        | 12937    |
| 147 | Укупно пописаних домаћинства                                                                     | 39670    |
| 148 | Пописна домаћинства на челу са мушкарцима                                                        | 31004    |
| 149 | Пописна домаћинства на челу са женама                                                            | 8666     |
| 150 | Становништво у пописним домаћинствима                                                            | 147467   |
| 151 | Становништво у пописним домаћинствима на челу са мушкарцима                                      | 120183   |
| 152 | Становништво у пописним домаћинствима на челу са женама                                          | 27284    |
| 153 | Укупно домаћинстава                                                                              | 51942    |
| 154 | Укупно насељених домаћинстава                                                                    | 40539    |
| 155 | Укупно приватних кућа                                                                            | 51073    |
| 156 | Насељени приватни домови                                                                         | 39670    |
| 157 | Укупно насељених приватних кућа                                                                  | 40526    |
| 158 | Ненасељене приватне куће                                                                         | 7397     |
| 159 | Појединачна домаћинства за привремену употребу                                                   | 4006     |
| 160 | Становници у насељеним приватним кућама                                                          | 147467   |
| 161 | Насељеност станара у приватним становима                                                         | 3.72     |
| 162 | Просечно становника по соби у приватним насељеним домаћинствима                                  | 0.94     |
| 163 | Појединачна домаћинства са подовима од различитих материјала од земље                            | 39015    |
| 164 | Појединачна домаћинства у приземљу                                                               | 559      |
| 165 | Појединачна домаћинства са једном спаваћом собом                                                 | 12294    |
| 166 | Појединачна домаћинства са две спаваће собе и више                                               | 27292    |
| 167 | Појединачна домаћинства са једним собом                                                          | 1223     |
| 168 | Појединачна домаћинства са две собе                                                              | 4793     |
| 169 | Појединачна домаћинства са 3 собе и више                                                         | 33546    |
| 170 | Појединачна домаћинства која имају електрично светло                                             | 39444    |
| 171 | Појединачна домаћинства која немају електрично светло                                            | 166      |
| 172 | Појединачна домаћинства која имају водоводну воду у стамбеном простору                           | 39046    |
| 173 | Појединачна домаћинства која немају водоводну воду у стамбеном простору                          | 502      |
| 174 | Појединачна домаћинства која имају тоалет                                                        | 39031    |
| 175 | Појединачна домаћинства која имају канализацију                                                  | 38913    |
| 176 | Појединачна домаћинства која немају канализацију                                                 | 594      |
| 177 | Појединачна домаћинства која имају електрично светло, довод воде из јавне мреже и канализацију   | 38416    |
| 178 | Појединачна домаћинства без икаквих услова                                                       | 97       |
| 179 | Појединачна домаћинства која имају радио                                                         | 35315    |
| 180 | Појединачна домаћинства која имају телевизор                                                     | 38977    |
| 181 | Појединачна домаћинства која имају фрижидер                                                      | 38054    |
| 182 | Појединачна домаћинства која имају машину за веш                                                 | 33475    |
| 183 | Појединачна домаћинства која имају аутомобил или комби                                           | 25605    |
| 184 | Појединачна домаћинства која имају рачунар                                                       | 13980    |
| 185 | Појединачна домаћинства која имају фиксну телефонску линију                                      | 16724    |
| 186 | Појединачна домаћинства која имају мобилни телефон                                               | 32215    |
| 187 | Појединачна домаћинства која имају приступ интернету                                             | 10372    |
| 188 | Величина локације                                                                                | 11       |